# Кандо (аэропорт)
Муниципальный аэропорт Кандо (англ. Cando Municipal Airport), (FAA LID: 9D7) — государственный гражданский аэропорт, расположенный в 1,6 километрах к западу центрального делового района города Кандо (Северная Дакота), США.

## Операционная деятельность
Муниципальный аэропорт Кандо занимает площадь в 83 гектара, находится на высоте 451,4 метра над уровнем моря и эксплуатирует одну взлётно-посадочную полосу:
- 16/34 размерами 1067 х 18 метров с асфальтовым покрытием.

В период с 8 июля 1997 по 8 июля 1999 года аэропорт Кандо обработал 3550 операций по взлётам и посадкам воздушных судов (в среднем 296 операций ежемесячно), из них 99 % пришлось на авиацию общего назначения и 1 % — на рейсы аэротакси.